# اندیس چاه پنج سر
چاه پنج سر یک اندیس فلزی است که در حوالی شهر پرنگ استان خراسان قرار دارد و مادهٔ معدنی موجود در آن، کرومیت است.  